# 네덜란드령 안틸레스의 기

네덜란드령 안틸레스의 기 (1986년 ~ 2010년, 비율 2:3)

네덜란드령 안틸레스의 기 (1959년 ~ 1986년)

네덜란드령 안틸레스의 기는 1959년 11월 19일에 처음 제정되었으며 2010년 10월 10일을 기해 네덜란드령 안틸레스가 해체되면서 폐지되었다.
하얀색 바탕 가운데에 네덜란드의 국기색을 상징하는 파란색 가로 줄무늬와 빨간색 세로 줄무늬가 그려져 있으며 파란색 줄무늬와 빨간색 줄무늬가 서로 만나는 곳에는 오각형 모양을 만들고 있는 5개의 하얀색 별이 그려져 있다.
5개의 하얀색 별은 네덜란드령 안틸레스를 구성하던 5개의 큰 섬인 보네르섬, 사바섬, 신트마르턴, 신트외스타티위스섬, 퀴라소를 의미한다. 1986년 아루바가 탈퇴하기 이전에는 육각형 모양을 만들고 있는 6개의 하얀색 별이 그려져 있었다.

## 그 외의 깃발

네덜란드령 안틸레스의 총독기 (1959년 ~ 1986년)
네덜란드령 안틸레스의 총독기 (1986년 ~ 2010년)

## 각 섬의 깃발

보네르섬의 기
사바섬의 기
신트마르턴의 기
신트외스타티위스섬의 기
퀴라소의 기
아루바의 기

## 같이 보기
- 네덜란드의 국기